# Кузкі (Лосицький повіт)
Кузкі (пол. Kózki) — село в Польщі, у гміні Сарнаки Лосицького повіту Мазовецького воєводства.
Населення — 79 осіб (2011).
У 1975—1998 роках село належало до Білопідляського воєводства.

## Демографія
Демографічна структура станом на 31 березня 2011 року:
|          | Загалом | Допрацездатний вік | Працездатний вік | Постпрацездатний вік |
| -------- | ------- | ------------------ | ---------------- | -------------------- |
| Чоловіки | 44      | 8                  | 32               | 4                    |
| Жінки    | 35      | 6                  | 17               | 12                   |
| Разом    | 79      | 14                 | 49               | 16                   |